# Amiens
Amiens [aˈmjɛ̃] (lateinisch Ambianum, von [ad] Ambianos, ‚bei den Ambianern‘) ist die Hauptstadt des französischen Départements Somme in der Region Hauts-de-France und hat 134.780 Einwohner (Stand: 1. Januar 2022). Diese werden Amiénois und Amiénoises genannt. Amiens war auch die Hauptstadt der ehemaligen Region Picardie. Sie ist ein bedeutender Verkehrsknotenpunkt Nordfrankreichs sowie Sitz eines Bischofs und einer 1969 gegründeten Universität. Die Kathedrale der Stadt ist das größte Sakralgebäude Frankreichs.
Die Gemeinde erhielt 2023 die Auszeichnung „Vier Blumen“, die vom Conseil national des villes et villages fleuris (CNVVF) im Rahmen des jährlichen Wettbewerbs der blumengeschmückten Städte und Dörfer verliehen wird.

## Geografie
Die Stadt liegt etwa 120 Kilometer (Luftlinie) nördlich von Paris an der kanalisierten Somme und an der Einmündung ihrer linken Nebenflüsse Selle und Avre. Weitere große Städte in der Nähe sind Lille (etwa 100 Kilometer nordöstlich von Amiens) und Rouen (etwa 100 Kilometer südwestlich).

## Geschichte

### Antike

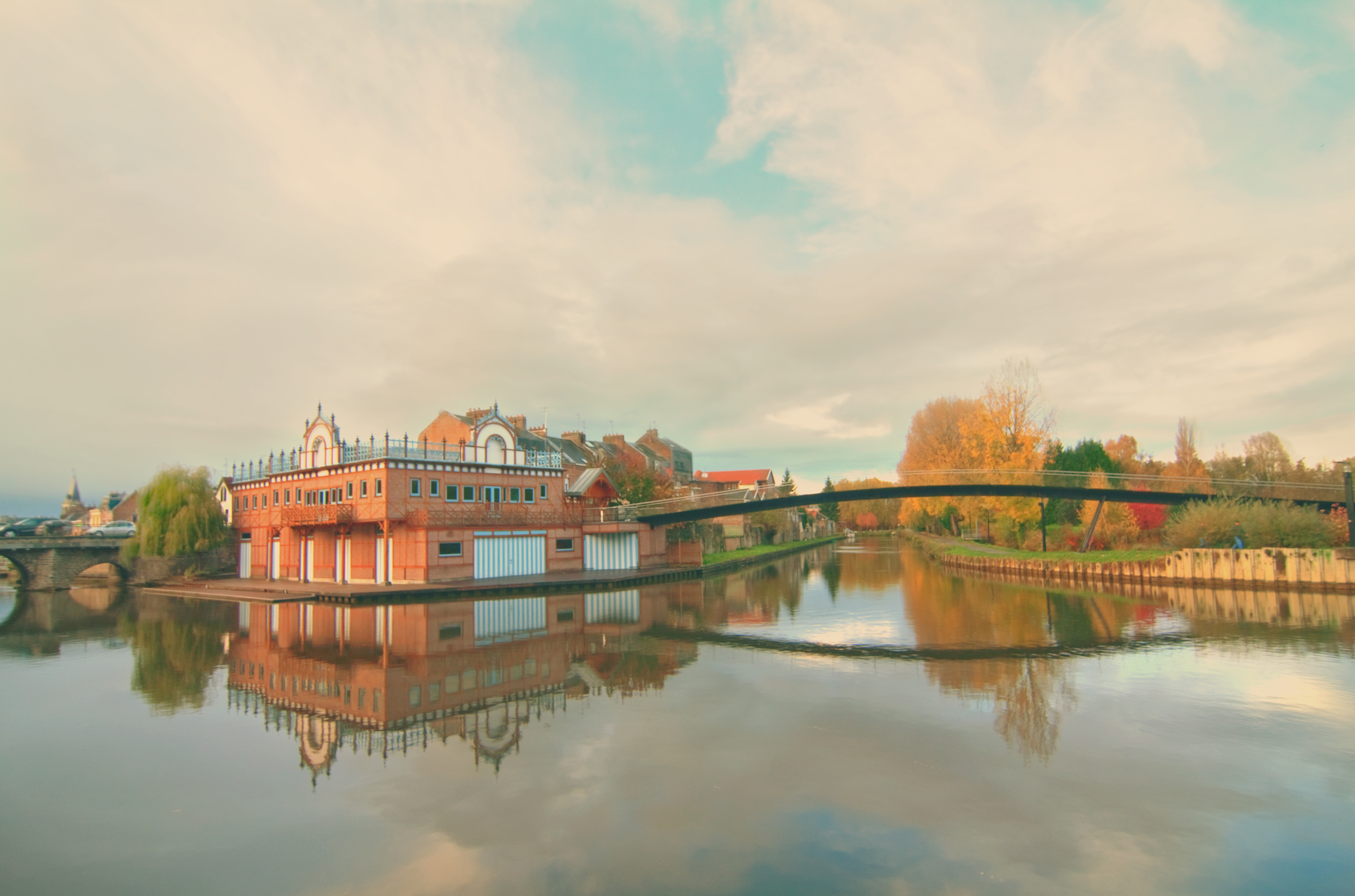
Der Wassersport in Amiens (Ruderklub) und der Steg Samarobriva (2019)

Menschliche Zeugnisse gehen bis in die Altsteinzeit vor 700.000 Jahren zurück. Im Jahr 1872 entdeckte Gabriel de Mortillet im Amienser Vorort Saint-Acheul eine Stätte von Faustkeilen. Deswegen trägt eine Kulturstufe des Paläolithikums heute die Bezeichnung Acheuléen.
Bevor die Römer die Gegend an der Somme besetzten, hatten dort die keltischen Ambiani gelebt. Aus deren Stammesnamen leitete sich später die Bezeichnung Amiens ab. Zur Zeit der Römerherrschaft trug die Siedlung den Namen Samarobriva (Gallisch: briva ‚Brücke‘, Samara ‚Somme‘, d. h. ‚Brücke über die Somme‘). Die Römer bauten den strategisch wichtigen Somme-Übergang zu einem der wichtigsten Stützpunkte ihrer Provinz Gallia Belgica aus.
Julius Caesar berief laut seinem eigenen Bericht (De Bello Gallico) 54 v. Chr. in Samarobriva einen Landtag der Gallier ein. Er selbst befand sich mit seiner Legion, dem schweren Kriegsgerät, seinem Archiv und dem gesamten Getreide in Samarobriva. Im Winter 54/53 v. Chr. wurde die Stadt dem über die 7. Legion gebietenden Quaestor M. Crassus unterstellt, weil Caesar die Stadt verlassen hatte und sie der Aufbewahrungsort des Hauptdepots und Archivs des römischen Heers war. Von Samarobriva aus eilte Cäsar in Eilmärschen zum umkämpften Winterlager der Legion des Legaten Q. Cicero im Siedlungsgebiet der Nervier. Dessen Lager war nämlich nach dem Sieg der Eburonen über die bei Aduatuca in ihren Winterquartieren stationierten römischen Truppen von Nerviern, Atuatucern und Eburonen eingeschlossen worden. Caesar befreite die Armee Q. Ciceros aus deren gefährlicher Lage und kehrte anschließend nach Samarobriva zurück, in dessen Umgebung er mit drei Legionen lagerte und den ganzen Winter über blieb.
Amiens erlangte infolge seiner Lage am Vereinigungspunkt mehrerer Straßen bald große Bedeutung. Bereits Marcus Vipsanius Agrippa ließ während der Regierungszeit des Kaisers Augustus 20/19 v. Chr. eine von Lugdunum (heute Lyon) über Durocortorum (heute Reims), Augusta Suessionum (heute Soissons), Noviomagus (heute Noyon) und Amiens nach Gesoriacum (heute Boulogne-sur-Mer) führende Straße errichten. Diese wichtige Verkehrsader verband Südgallien mit der nordfranzösischen Küste und nach Überfahrt des Ärmelkanals mit Britannien. Laut der Tabula Peutingeriana und anderen antiken kartographischen Darstellungen verliefen weitere Straßen von Amiens unter anderem nach Caesaromagus (heute Beauvais), Rotomagus (heute Rouen) und Castellum Menapiorum (heute Cassel) im Gebiet der Menapier.
Ab dem ersten Jahrzehnt n. Chr. trat der zunächst militärische Charakter von Amiens zunehmend in den Hintergrund. Nun wurde hier eine zivile Siedlung mit rechtwinkligem Straßennetz angelegt. Die Stadt erhielt ein großes Forum (320 × 125 m), Thermen (an der heutigen Rue Beauvais) und ein Amphitheater für etwa 15.000 Zuschauer (an der Stelle des heutigen Rathauses). Auch Überreste eines am Forum gelegenen römischen Tempels wurden gefunden. Das Stadtgebiet dehnte sich bis über 100 Hektar aus.
In Amiens kam es zu zwei um 80/95 sowie 160/180 n. Chr. auftretenden Großbränden. Trotzdem prosperierte die Stadt weiterhin. Sie wurde besonders durch Kaiser Mark Aurel verschönert und blühte bis in die Zeit der Herrschaft der Severer, die 235 n. Chr. endete. Aufgrund der um 256 und 275 sich erstmals ereignenden Barbareneinfälle, einem um 250 wütenden Stadtbrand sowie sozialen Konflikten und ökonomischen Krisen kam es zu dieser Zeit zu einem Bevölkerungsschwund. In der Folge wurde Amiens nach 278 n. Chr. in eine Festung umgewandelt. Die Stadtmauer umfasste nur noch ein Gebiet von 20 Hektar. Als Diokletian im Jahr 297 die Provinz Gallia Belgica in zwei Provinzen unterteilte, kam Amiens zum Gebiet der neugeschaffenen Belgica Secunda.
Das Christentum fasste schon früh in Amiens Fuß. Nach katholischer Überlieferung wurde Ende des 3. Jahrhunderts der Heilige Firmin hier der erste Bischof; er habe 303 den Märtyrertod erlitten. Die Diözese wurde später dem Erzbistum Reims unterstellt. Laut Sulpicius Severus soll der heilige Martin bei einem Stadttor von Amiens zu winterlicher Jahreszeit etwa im Jahr 334 seinen Mantel mit einem frierenden Bettler geteilt haben. An dem 346 in Köln abgehaltenen Konzil nahm auch der damalige Bischof von Amiens, Eulogius, teil.
Im 4. Jahrhundert erhielt Amiens den Namen Civitas Ambianensium und war immer noch als Militärstützpunkt hinter der bedrohten Rheingrenze wichtig. Es hatte eine bedeutende Tuchindustrie und war Standort einer kaiserlichen Fabrik zur Herstellung von Schwertern und Schilden. Der Anfang 350 zum römischen Gegenkaiser erhobene Magnentius ließ bald nach seiner Machtergreifung in Amiens eine Münzstätte erbauen. Während seines Aufenthalts in Amiens erhob Kaiser Valentinian I. im August 367 seinen Sohn Gratian zum Augustus. 409 fiel die Stadt in die Hände der Franken, die sie ausplünderten.

### Mittelalter
Über die Geschichte von Amiens zur Zeit der Herrschaft der Merowinger ist wenig bekannt. Bei der Reichsteilung nach dem Tod Chariberts I. kam die Stadt 567 zum Teilreich Chilperichs I. Dessen Sohn Chlothar II. erlitt im Jahr 600 eine schwere Niederlage bei Dormelles gegen Theudebert II. und Theuderich II.; infolgedessen blieb ihm nur ein kleines Gebiet, zu dem außer Rouen und Beauvais auch weiterhin Amiens gehörte.
Spätestens im frühen 9. Jahrhundert wurden Amiens und seine Umgebung unter der Herrschaft der Karolinger eine eigene Grafschaft (Amiénois). Die Normannen verwüsteten Amiens mehrmals im Lauf des 9. Jahrhunderts sowie im Jahr 925. Der seit 941 als Graf von Amiens regierende Odo von Vermandois wurde drei Jahre später durch Truppen König Ludwigs IV. vertrieben, und die Grafschaft ging in den Besitz von Herluin von Montreuil über. 949 wurde Amiens vom im Bündnis mit Ludwig IV. stehenden flandrischen Grafen Arnulf I. erobert. König Lothar erhob um 965 Gautier I. zum Grafen von Amiens. Dessen dritter Nachfolger Gautier III. starb 1063 ohne Erben, woraufhin sein Cousin Raoul IV. neuer Graf wurde. Nach dessen Tod 1074 folgte ihm sein zweiter Sohn Simon, der seine Territorien in einem Krieg gegen König Philipp I. verteidigen konnte, aber bereits 1077 der weltlichen Herrschaft entsagte und in ein Kloster eintrat.
Um 1085 gelangte Enguerrand I. de Coucy in den Besitz der Grafschaft Amiens. Die durch Handel und Handwerk wohlhabender gewordenen Bürger von Amiens gerieten mit Enguerrand in Konflikt, als sie eine Kommunalverfassung ihrer Stadt anstrebten. Sie erhielten dabei die Unterstützung ihres Bischofs Geoffroy sowie von König Ludwig VI., der 1113 die Kommunengründung genehmigte. Nach zweijähriger Belagerung in der Burg von Amiens musste Graf Enguerrand nachgeben. Nach seinem Tod erhielt Amiens 1117 das Stadtrecht. Ludwig VI. unterstellte die Grafschaft Amiens 1118 Adélaide von Vermandois, Gattin des Grafen Renaud II. von Clermont. Kurz danach folgten ihr in der Herrschaft ihre Tochter Margarete von Clermont und deren Gemahl Karl I. von Flandern. 1146 befand sich die Grafschaft im Besitz von Enguerrands Enkel Robert de Marle, doch wurde sie ihm bald durch Raoul I. von Vermandois entrissen.
Graf Philipp I. von Flandern gelangte um 1164 aufgrund seiner Heirat mit Elisabeth von Vermandois in den Besitz der Grafschaft Amiens. Infolge des Friedens von Boves trat er sie 1185 an den französischen König Philipp II. ab. Dieser Monarch bestätigte das Amiens 1117 verliehene Stadtrecht und danach erneut in den Jahren 1190, 1193 und 1209. Aufgrund seiner strategisch wichtigen Lage am Somme-Übergang erhielt der Ort eine 1193 begonnene neue Stadtmauer, die nun nach Norden bis über das rechte Somme-Ufer hinausreichte und auch nach Süden hin ein größeres Areal einschloss. Aufgrund der Tuchherstellung und seiner Stellung als Handelszentrum florierte im 13. Jahrhundert Amiens’ Wirtschaft. Das nun zur französischen Krondomäne gehörende Gebiet von Amiens wurde von einem Bailli verwaltet. König Ludwig IX., der als Schiedsrichter im Konflikt zwischen dem englischen König Heinrich III. und oppositionellen Baronen angerufen worden war, beraumte für den 23. Januar 1264 in Amiens ein Treffen mit den Streitparteien an. Er stärkte in seinem Spruch von Amiens (französisch Dit d’Amiens) Heinrich III. den Rücken und erklärte die diesem aufgezwungene Anerkennung der über die Magna Carta hinausgehenden Provisions of Oxford für ungültig. Infolge des damaligen allgemeinen Bevölkerungswachstums in Frankreich, aufgrund dessen viele Städte des Landes zu den volkreichsten nördlich der Alpen gehörten, besaß Amiens um 1300 bereits etwa 20.000 Einwohner.
Nach dem Ausbruch des Hundertjährigen Kriegs und der damit verbundenen entscheidenden französischen Niederlage in der Schlacht bei Crécy (1346) gegen König Eduard III. wurde der Bau einer Befestigungsmauer veranlasst, welche die südlichen Vororte von Amiens umschließen sollte. 1358 verwüsteten Anhänger des Königs Karl II. von Navarra die Stadt. Eine 1385 aufgrund sozialer Spannungen erfolgte Änderung der städtischen Verfassung stärkte die Macht des lokalen Adels. 1435 wurde Amiens von König Karl VII. aufgrund des Vertrags von Arras dem Herzog Philipp den Guten von Burgund übertragen; der König behielt sich aber ein Rückkaufrecht vor. Die Stadt blieb der französischen Krone dennoch weiterhin eng verbunden, und Karl VII. wurde hier 1436 begeistert empfangen. Ludwig XI. machte 1463, kurz nach seiner Thronbesteigung, von seinem Rückkaufrecht für Amiens Gebrauch. Nach der Gründung der Ligue du Bien public musste er die Stadt jedoch aufgrund des Vertrags von Saint-Maur (1465) an den künftigen Herzog von Burgund, Karl den Kühnen, übergeben. Während seiner kriegerischen Auseinandersetzung mit Karl eroberte der König indessen Amiens im Jahr 1471. Karl fiel 1477 in der Schlacht bei Nancy., woraufhin Ludwig XI. die Stadt und ihr Territorium endgültig wieder mit Frankreich vereinigte.

### Neuzeit und Gegenwart
Der römisch-deutsche König Maximilian I., der über die Eheschließung des französischen Königs Karl VIII. mit Anne de Bretagne wütend war, versuchte 1492 vergeblich, Amiens überraschend einzunehmen. In der Folge blieb die Stadt bis 1659 eine wichtige Grenzfestung.
Nach der Etablierung der Reformation kam es hier zu konfessionellen Auseinandersetzungen. Als der Herzog Heinrich von Guise 1588 ermordet wurde, schloss sich Amiens der Heiligen Liga an. Erst 1594 erkannten seine Einwohner König Heinrich IV. an.
Dem spanischen Statthalter von Doullens, Hernando Tello Porto-Carrero, gelang es am 11. März 1597, Amiens durch einen kühnen Handstreich zu erobern. Dabei kam ihm gelegen, dass die Einwohner keine königliche Garnison in ihrer Stadt hatten aufnehmen wollen. Er positionierte etwa 6000 Soldaten versteckt nahe der Stadtmauer und schickte einige als Bauern verkleidete und mit Holz beladene Karren ziehende Männer zum Stadttor Montre-Escu. Während der Passage des Tors hielt einer von ihnen seinen Karren an und ließ aus einem Sack Nüsse herabfallen. Als die Wachen die Nüsse aufheben wollten, zogen die falschen Bauern ihre unter den Kleidern verborgenen Waffen hervor und griffen sie an. Gleichzeitig drangen die draußen lauernden spanischen Krieger durch das Stadttor ein und besetzten Amiens fast widerstandslos. Der Gouverneur der Stadt, Graf von Saint-Pol, war bereits geflohen. Am nächsten Tag wurde die Stadt der Plünderung freigegeben. Auf den Rat des Herzogs von Sully bezog daraufhin Heinrich IV. persönlich mit 5000 Soldaten zwischen Doullens und Amiens Stellung, damit den Spaniern keine weiteren Verstärkungen gesandt werden konnten. Nach mehrmonatiger Belagerung, in deren Verlauf Porto-Carrero den Tod fand, mussten die Spanier am 25. September 1597 kapitulieren. Den Einwohnern von Amiens wurden alle ihre Privilegien entzogen. 1598 errichtete hier der Festungsbaumeister Jean Errard eine Zitadelle.
König Ludwig XIII. hielt sich mehrmals in Amiens auf. Während der Belagerung von Arras (1640) schlug er hier sein Hauptquartier auf. Im 17. und 18. Jahrhundert, einer Epoche großer Ruhe, bemühten sich die Intendanten und die Stadtverwaltung um eine Verschönerung des Stadtbildes. Anstelle der Befestigungsanlagen entstanden allmählich prachtvolle Boulevards, das Rathaus wurde restauriert und um 1640 das allgemeine Krankenhaus Saint-Charles erbaut. Im 18. Jahrhundert kam es vermehrt zu derartigen Baumaßnahmen; so wurden etwa öffentliche Springbrunnen angelegt. Der vorherrschende Wirtschaftszweig der Stadt wurde ab dem 17. Jahrhundert die Textilindustrie. Amiens war im 17. und 18. Jahrhundert sogar das wichtigste Zentrum der Textilherstellung im gesamten französischen Königreich. Dabei gelangte besonders die Familie Cosserat zu Bedeutung.
Die 1789 ausgebrochene Französische Revolution verlief in Amiens ziemlich ruhig. Im März 1802 schlossen Großbritannien und das napoleonische Frankreich hier den Frieden von Amiens, der nur 13 Monate hielt. Als neue Zweige der Textilindustrie etablierten sich im 19. Jahrhundert unter anderem die Wollspinnerei sowie die Herstellung von Baumwollstoffen und Samt. 1848 erhielt Amiens einen Eisenbahnanschluss. Während des Deutsch-Französischen Kriegs erfocht hier am 27. November 1870 ein Teil der deutschen Ersten Armee unter dem General von Manteuffel einen entscheidenden Sieg über die etwa 30.000 Mann starke französische Nordarmee. 1906 hielt hier die französische Gewerkschaft CGT einen historischen Kongress ab, auf dem sie die Charta von Amiens verabschiedete.
Im Ersten Weltkrieg (1914–1918) war die Stadt für kurze Zeit (31. August bis 28. September 1914) deutsch besetzt; vom 1. Juli bis zum 18. November 1916 fand wenig östlich von Amiens die Schlacht an der Somme statt. Sie wurde abgebrochen, ohne eine militärische Entscheidung herbeigeführt zu haben; mit über einer Million getöteten, verwundeten und vermissten Soldaten zählt sie zu den verlustreichsten Schlachten des Ersten Weltkriegs. Amiens war dabei Etappenstadt, und die barocke Figur des Weinenden Engels in der Kathedrale von Amiens wurde bei Soldaten und auf deren Postkarten zu einem Symbol dieser Abnutzungsschlacht. Die Schlacht bei Amiens vom August 1918 bildete den Auftakt zur alliierten Schlussoffensive, der Hunderttageoffensive.
Im Zweiten Weltkrieg (1939–1945) wurde Amiens am Mittag des 20. Mai 1940 im Rahmen des Westfeldzuges von der vorrückenden 1. Panzer-Division erobert. Am 18. Februar 1944 flog die Royal Air Force (RAF) die Operation Jericho auf das Gestapogefängnis von Amiens, um den Resistancegefangenen die Flucht zu ermöglichen - 102 Gefangene wurden dabei getötet und von den 258, denen die Flucht gelang, wurde ein großer Teil wieder gefangen. Im April 1944 flogen die Westalliierten Luftangriffe vor allem auf Eisenbahnknotenpunkte – darunter auf Amiens – zur Vorbereitung der Invasion in der Normandie. Dabei wurde Amiens stark beschädigt. Am 31. August 1944 rückten britische Truppen in die Stadt ein. Das Stadtbild ist vom Wiederaufbau der 1950er Jahre geprägt.
In Amiens besteht eine der landesweit 15 Sicherheitszonen (Zone de sécurité prioritaire) in einem Problemviertel, für das der 2012 neu ins Amt gekommene Innenminister Manuel Valls (PS) verstärkte Polizeipräsenz angekündigt hat. Das Unternehmen Whirlpool schloss 2018 sein Werk für Wäschetrockner in Amiens. Durch die Produktionsverlagerung nach Polen gingen hunderte Arbeitsplätze verloren.
Am 6. April 2016 wurde in Amiens die Bewegung En Marche gegründet.

## Politik

### Wappen
Blasonierung: „Unter mit goldenen Lilien besätem blauem Schildhaupt in Rot ein symmetrischer silberner Efeubaum.“
Das Wappen entstammt einem Schöffensiegel, das Philipp-August 1185 der Stadt verlieh. Es kamen die französischen Königslilien ins Wappen. Die Freiflächen wurden von Wappenmalern mit Arabesken, ornamentalem Blattwerk, Weidenruten und Efeuranken ausgefüllt. Die Ranken des Efeubaumes sollten die Bindung und Verbundenheit der Stadt an die Krone zeigen. Im großen Wappen halten zwei Einhorne den Schild und demonstrieren Reinheit und Aufrichtigkeit.

### Partnerschaften
Amiens ist Partnerstadt von Dortmund und Görlitz in Deutschland sowie von Darlington in Großbritannien und Tulsa in den Vereinigten Staaten von Amerika. Weitere Beziehungen mit dem Ziel einer sozialen und wirtschaftlichen Zusammenarbeit bestehen zu Brighton und Hove in Großbritannien, Lemberg in der Ukraine und Santa Catarina auf der Insel Santiago von Kap Verde. Auch zur Stadt Nador in Marokko gibt es Kontakte.

## Sehenswürdigkeiten

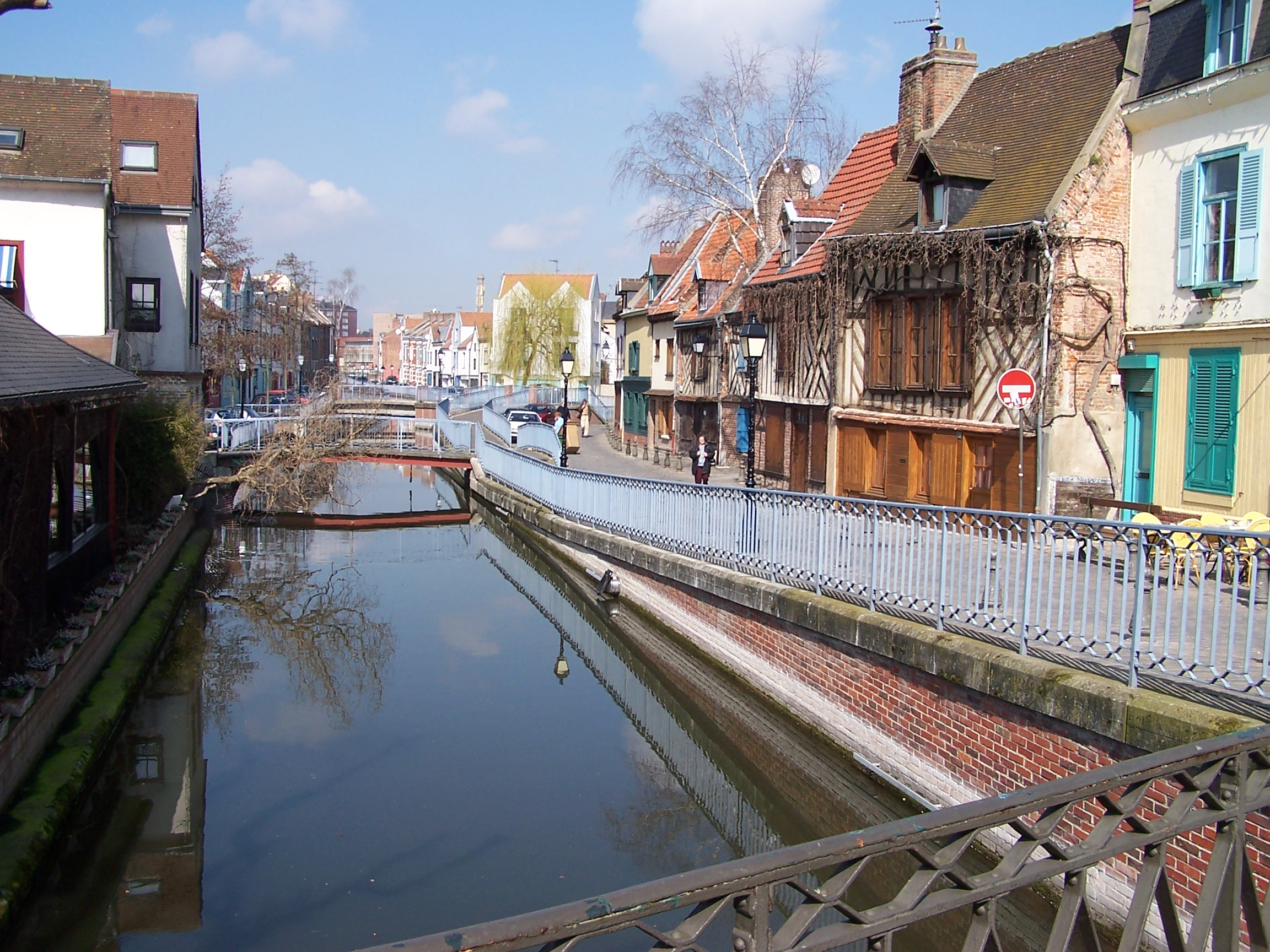
Quartier Saint Leu

### Alte historische Sehenswürdigkeiten
- Die Stadt ist Bischofssitz und Universitätsstadt. Der Bau der Kathedrale von Amiens in der damals reichen Handelsstadt wurde um 1218 begonnen. Sie ist der größte Sakralbau Frankreichs.
- Der Belfried von Amiens, im 15. Jahrhundert errichtet und im 18. Jahrhundert umgestaltet, gehört seit 2005 zum UNESCO-Welterbe Belfriede in Nordfrankreich und Wallonien und ist seit 1926 ein Monument historique.[28]
- Archäologischer Garten von Saint-Acheul, mit Fundstücken von vor mehr als 450.000 Jahren an der Somme lebenden Menschen
- Zitadelle von Amiens, von 1598 bis 1610 von Jean Errard auf Befehl König Heinrichs IV. erbaut
- Die Hortillonnages von Amiens sind ein von Kanälen durchzogenes, jahrhundertealtes Obst- und Gemüseanbaugebiet.

### Bauten des 19. Jahrhunderts
- Bibliothèque Louis Aragon, im neoklassizistischen Stil 1823 von François-Auguste Cheussey erbaut
- Palais de Justice, zwei Gebäude von 1834 und 1846
- Place Saint-Denis (heute Place René Goblet), 1839
- Pfarrkirche Saint-Firmin-le-Martyr, von François-Auguste Cheussey 1842–1843
- Grab von Jules Verne auf dem Cimetière de la Madeleine

### Bauten des 20. Jahrhunderts

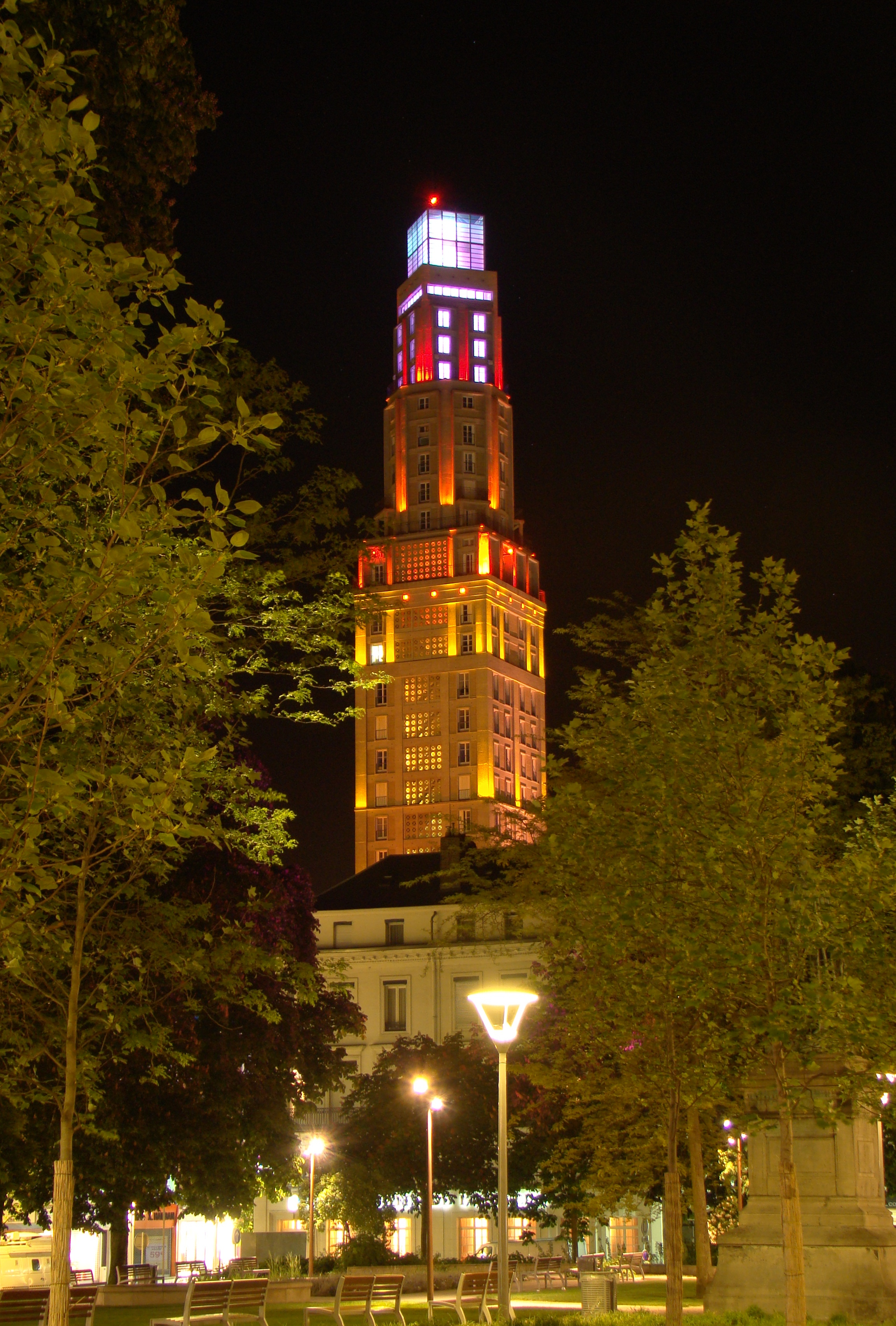
Tour Perret

- Der 1952 fertiggestellte, vom Architekten Auguste Perret entworfene Tour Perret überragt mit 104 Metern Höhe die Kathedrale und ist ein prägendes Element der Stadtsilhouette.

## Wirtschaft
Neben der Textilindustrie gibt es in Amiens unter anderem Maschinenbau und chemische Industrie. Die Stadt ist zudem ein wichtiger Standort für Zulieferer der Automobilindustrie (Valeo, Goodyear, Dunlop). Seit den 1990er Jahren siedelten sich auch vermehrt Internetunternehmen und Callcenter in der Stadt an.

## Verkehr
Amiens ist ein bedeutender Verkehrsknotenpunkt im Norden Frankreichs. Im Osten der Stadt befindet sich der Flugplatz Amiens-Glisy.

### Straße
Die Autoroute A16 verbindet Amiens mit Paris und Calais, die Autoroute A29 mit Saint-Quentin und Le Havre.
Das städtische Busnetz umfasst 18 Linien. Die Stadtbusse sind überwiegend von Mercedes-Benz, daneben sind 43 Elektrobusse des spanischen Herstellers Irizar im Einsatz. Seit 2012 existiert der Plan von Amiens Métropole, eine Straßenbahn zu bauen.

### Schiene
Von 1857 bis 1867 wurde die 107 km lange Bahnstrecke Amiens – Chaulnes – Tergnier – Laon (Streckennummer 261 000) gebaut, ferner von 1846 bis 1867 die 147 km lange Bahnstrecke Longueau – Amiens – Abbeville – Le Touquet – Boulogne-sur-Mer (Nr. 311 000).
Longueau liegt an der bedeutenden Bahnstrecke Paris-Nord - Longueau - Arras - Douai (126 Bahnkilometer nördlich vom Bahnhof Paris-Nord und 125 Bahnkilometer südlich vom Bahnhof Lille-Flandres).
Es gibt auch eine Bahnverbindung nach Reims und eine nach Rouen. Vom Hauptbahnhof Gare d’Amiens aus bestehen allerdings nur regionale Verbindungen. 
Seit 1993 gibt es an der Schnellfahrstrecke Nord zwischen den Städten Amiens und Saint-Quentin den Fernbahnhof TGV Haute-Picardie.

## Bildung
1952 wurde auf dem Gelände des damaligen Botanischen Gartens der Zoo d’Amiens eröffnet.
Zu den Bildungseinrichtungen der Stadt gehört u. a. die 1992 gegründete Ingenieurhochschule ESIEE Amiens.

## Persönlichkeiten
- Firmin der Ältere von Amiens (272–303), Bischof und Märtyrer, Schutzpatron der Stadt
- Magnentius (303–353), römischer Kaiser
- Peter der Einsiedler (1050–1115), Prediger zur Zeit des Ersten Kreuzzugs
- Petrus de Cruce, Komponist und Musiktheoretiker, lebte um die Mitte des 13. Jahrhunderts
- Jean Le Jeune (1410–1451), Kardinal
- Jean Bauhin (1511–1582), Leibarzt von Johanna von Albret, der Königin von Navarra
- Vincent Voiture (1598–1648), Dichter und Schriftsteller
- Antoine de Cousu (1600–1658), Musiktheoretiker, Kirchenkapellmeister, Barockkomponist und Kleriker
- Charles Cressent (1685–1768), Kunsttischler
- Jean Baptiste Louis de Gresset (1709–1777), Dichter
- Pierre-Ambroise-François Choderlos de Laclos (1741–1803), Offizier und Schriftsteller
- Jean-Baptiste Joseph Delambre (1749–1822), Astronom
- Aimé Duthoit (1803–1869), Bildhauer, Zeichner und Dekorateur
- Louis-Hyacinthe Duflost (1814–1887), genannt Hyacinthe, Schauspieler
- Antoine Daveluy (1818–1866), Missionar in Korea und Märtyrer
- Jules Verne (1828–1905), Schriftsteller
- Edmond Lebel (1834–1908), Maler
- Édouard Corroyer (1835–1904), Architekt
- Édouard Lucas (1842–1891), Mathematiker
- Édouard Branly (1844–1940), Physiker und Pionier der Funktechnik
- Paul Bourget (1852–1935), Schriftsteller
- Paul de Wailly (1854–1933), Komponist
- Charles Faroux (1872–1957), Motorsportfunktionär und Rennleiter
- Maurice Boutmy (1877–1934), Automobilrennfahrer
- Marius Lejeune (1882–1949), Ruderer
- Gontran Hamel (1883–1944), Algenforscher
- Clovis Trouille (1889–1975), Maler
- Axel Hornemann Hansen (1899–1933), dänischer Radrennfahrer
- Max Fourny (1904–1991), Verleger, Kunstsammler und Automobilrennfahrer
- Alfred Letourneur (1907–1975), Radrennfahrer
- Jacques Kardinal Martin (1908–1992), Kurienkardinal der römisch-katholischen Kirche
- Robert Marchand (1911–2021), Radsportler
- Madeleine Lazard (1921–2022), Romanistin und Literaturwissenschaftlerin
- Jacques Bellenger (1927–2020), Bahnradsportler
- Georges Vallerey junior (1927–1954), Schwimmer
- Pál Benkö (1928–2019), ungarisch-US-amerikanischer Schach-Großmeister und Studienkomponist
- Pierre Pardoën (1930–2019), Radrennfahrer
- Véronique Silver (1931–2010), Theater- und Filmschauspielerin
- Robert Opron (1932–2021), Automobildesigner
- Jean-Claude Naude (1933–2008), Jazz- und Unterhaltungsmusiker
- Hervé Bayard (* 1944), französischer Motorrad- und Automobilrennfahrer
- Jean-Luc Van Den Heede (* 1945), Profisegler
- Olivier Blanchard (* 1948), Professor für Wirtschaftswissenschaften am Massachusetts Institute of Technology
- Brigitte Macron (* 1953), Lehrerin und die Ehefrau des französischen Präsidenten Emmanuel Macron, Première Dame von Frankreich
- Chantal Langlacé (* 1955), Langstreckenläuferin
- Hélène Delprat (* 1957), bildende Künstlerin, Videokünstlerin und Bühnenbildnerin
- Éric Le Chanony (* 1968), Bobfahrer
- Albin de la Simone (* 1970), Chansonnier
- Franck Perque (* 1974), Radrennfahrer
- Ruddy Buquet (* 1977), Fußballschiedsrichter
- Emmanuel Macron (* 1977), Politiker, seit 2017 Frankreichs Präsident
- Greg Houla (* 1988), Fußballspieler
- Olympe (* 1989), Popsänger
- Yann M’Vila (* 1990), Fußball-Nationalspieler
- Mélanie Henique (* 1992), Schwimmerin
- Constant Lestienne (* 1992), Tennisspieler
- Mohammed Belkhir (* 1994), Beatboxer, Sänger, Musiker und Schauspieler
- Nolan Mbemba (* 1995), kongolesisch-französischer Fußballspieler
- Enzo Ebosse (* 1999), Fußballspieler
- Corentin Le Clezio (* 1999), Mittelstreckenläufer
- Thomas Gogois (* 2000), Dreispringer
- Yannis M’Bemba (* 2001), gabunisch-französischer Fußballspieler
- Lilou Wadoux (* 2001), Automobilrennfahrerin
- Erwan Konaté (* 2003), Weitspringer